# 河崙
河崙（韓語：하륜，1347年12月22日—1416年11月6日），本貫晉州河氏，字大臨（대림）又字仲臨（중림），號浩亭（호정）.是高麗王朝末期和朝鮮王朝初期的文臣，詩人、朱子學者、經世家。朝鮮王朝的领议政（1409年-1412年、1414年-1416年）他在庚辰靖社中立下了功勳。諡文忠。

## 诗歌
题广州清风楼
少年曾此一看花，
老大今来感慨加。
岁月不留人换尽，
眼前风物尚繁华。

## 著作
- 浩亭集（호정집）
- 三國史略（삼국사략）
- 東國略韻（동국약운）
- 東國史略（동국사략）
- 都人頌禱之曲（도인송도지곡）
- 受明命（수명명）（1402年）
- 聖德歌（성덕가）（1402年）

## 外部連結
- 河崙 （页面存档备份，存于） 
- 河崙 （页面存档备份，存于） 